# Thomasomys ladewi
Thomasomys ladewi é uma espécie de roedor da família Cricetidae.
Apenas pode ser encontrada na Bolívia.